# Chrysonotomyia crinipennis
Chrysonotomyia crinipennis är en stekelart som beskrevs av Christer Hansson 2004. Chrysonotomyia crinipennis ingår i släktet Chrysonotomyia och familjen finglanssteklar. Inga underarter finns listade i Catalogue of Life.